# Superettan 2011
Die Superettan 2011 war die zwölfte Spielzeit der zweithöchsten schwedischen Fußballliga unter diesem Namen und die insgesamt 83. Spielzeit seit der offiziellen Einführung einer solchen im Jahr 1928. Die Saison begann am 9. April und endete am 30. Oktober 2011.

## Abschlusstabelle
| Pl. | Verein                | Sp. | S  | U  | N  | Tore    | Diff. | Punkte |
| --- | --------------------- | --- | -- | -- | -- | ------- | ----- | ------ |
| 1.  | Åtvidabergs FF (A)    | 30  | 18 | 3  | 9  | 058:310 | +27   | 57     |
| 2.  | GIF Sundsvall (RV)    | 30  | 16 | 7  | 7  | 061:290 | +32   | 55     |
| 3.  | Ängelholms FF         | 30  | 15 | 8  | 7  | 047:400 | +7    | 53     |
| 4.  | Östers IF             | 30  | 14 | 8  | 8  | 040:280 | +12   | 50     |
| 5.  | Degerfors IF          | 30  | 14 | 6  | 10 | 053:440 | +9    | 48     |
| 6.  | IF Brommapojkarna (A) | 30  | 14 | 5  | 11 | 050:380 | +12   | 47     |
| 7.  | Falkenbergs FF        | 30  | 14 | 3  | 13 | 050:430 | +7    | 45     |
| 8.  | Ljungskile SK         | 30  | 12 | 6  | 12 | 048:390 | +9    | 42     |
| 9.  | Assyriska Föreningen  | 30  | 12 | 5  | 13 | 039:410 | −2    | 41     |
| 10. | Landskrona BoIS       | 30  | 11 | 8  | 11 | 036:390 | −3    | 41     |
| 11. | Hammarby IF           | 30  | 11 | 7  | 12 | 037:400 | −3    | 40     |
| 12. | Jönköpings Södra IF   | 30  | 12 | 4  | 14 | 047:530 | −6    | 40     |
| 13. | IFK Värnamo (N)       | 30  | 10 | 9  | 11 | 031:600 | −29   | 39     |
| 14. | IK Brage              | 30  | 7  | 10 | 13 | 030:500 | −20   | 31     |
| 15. | Västerås SK           | 30  | 7  | 7  | 16 | 039:660 | −27   | 28     |
| 16. | Qviding FIF           | 30  | 1  | 8  | 21 | 017:630 | −46   | 11     |

Platzierungskriterien: 1. Punkte – 2. Tordifferenz – 3. geschossene Tore

| Zum Saisonende 2011: |                                                                               |
| Aufsteiger in die Allsvenskan 2012: Åtvidabergs FF & GIF Sundsvall Teilnehmer an den Aufstiegsrelegation gegen den 14. der Allsvenskan 2011: Ängelholms FF Teilnehmer an der Relegation zur Division 1 2012: IFK Värnamo & IK Brage Absteiger in die Division 1 2012: Västerås SK & Qviding FIF |                                                                               |
| |                                                                               |
| Zum Saisonende 2010: |                                                                               |
| (A) | Absteiger aus der Allsvenskan 2010: Åtvidabergs FF, & IF Brommapojkarna       |
| (N) | Neuaufsteiger aus der Division 1 2010: IFK Värnamo, Västerås SK & Qviding FIF |
| (RV) | Verlierer der Relegationsspiele: GIF Sundsvall                                |

## Relegationsspiele
Zur Allsvenskan 2012:
Der 3. der Superettan 2011 spielte gegen den 14. der Allsvenskan 2011 in einer Play-off-Runde mit Hin- und Rückspiel um die Relegation. Das Hinspiel fand am 27. und das Rückspiel am 30. Oktober 2011 statt. Der Sieger qualifizierte sich für die Allsvenskan 2012.
|               | Gesamt |              | Hinspiel | Rückspiel |
| ------------- | ------ | ------------ | -------- | --------- |
| Ängelholms FF | 3:4    | Syrianska FC | 2:1      | 1:3       |

Zur Superettan 2012:
Die Mannschaften auf den Plätzen 13. und 14. der Superettan 2011 spielten gegen die jeweils 2. der Nord-/Südstaffel der Division 1 in einer Play-off-Runde mit Hin- und Rückspiel um die Relegation. Die Spiele fanden zwischen dem 29. Oktober und 6. November 2011 statt. Die beiden Sieger qualifizierten sich für die Superettan 2012.
|              | Gesamt |             | Hinspiel | Rückspiel |
| ------------ | ------ | ----------- | -------- | --------- |
| IF Sylvia    | 3:7    | IK Brage    | 1:3      | 2:4       |
| Väsby United | 0:3    | IFK Värnamo | 0:2      | 0:1       |

## Torschützenliste
| Platz | Spieler            | Mannschaft          | Tore |
| ----- | ------------------ | ------------------- | ---- |
| 1.    | Branimir Hrgota    | Jönköpings Södra IF | 18   |
| 2.    | Peter Samuelsson   | Åtvidabergs FF      | 17   |
| 3.    | Magnus Eriksson    | Degerfors IF        | 15   |
| 4.    | Pablo Piñones-Arce | IF Brommapojkarna   | 14   |
| 4.    | Fredrik Holster    | GIF Sundsvall       | 14   |